# Sadalbari
Sadalbari (μ Pegasi / μ Peg / 48 Pegasi / HD 216131) és un estel de la constel·lació del Pegàs. El seu nom, de l'àrab سعد البري (Sa'd al-Bari), significa «la sort de la persona excel·lent». De magnitud aparent +3,51, és el setè estel més brillant en la seva constel·lació, després de ε, β, α, γ, η i ζ Pegasi. Es troba a 108 anys llum del sistema solar.
Sadalbari és un gegant groc de tipus espectral G8III amb una temperatura efectiva de ~5.000 K. Semblant a la component més brillant de Capella (α Aurigae) o a Vindemiatrix (ε Virginis), és menys lluminós que aquestos, amb una lluminositat 54 vegades superior a la del Sol. Té un diàmetre ~ 12 vegades més gran que el del Sol, xifra calculada a partir de la mesura directa del seu diàmetre angular corregida per l'enfosquiment de limbe —2,50 mil·lisegons d'arc. Gira sobre si mateix amb una velocitat de rotació de només 0,26 km/s, si bé aquest és un límit inferior que depèn de la inclinació del seu eix de rotació respecte a l'observador terrestre.
Sadalbari posseeix una metal·licitat comparable a la de Sol, amb un contingut de ferro en relació al d'hidrogen lleugerament per sota del valor solar (aproximadament el 86 % del mateix). Té una massa 2,5 vegades major que la del Sol i la seva edat s'estima en 1000 milions d'anys.